# Jozef Staško
Jozef Staško (1. srpna 1917 Sedliacka Dubová – 18. září 1999) byl slovenský a československý politik, v roce 1939 spojka mezi československým exilem a slovenskými politiky, poválečný poslanec Ústavodárného Národního shromáždění za Demokratickou stranu. Později byl politicky pronásledovaný a vězněný. V roce 1961 odešel do exilu.

## Biografie
Navštěvoval gymnázium Dolním Kubíně a v Trstené. Vystudoval práva na Univerzitě Komenského v Bratislavě na Sorbonně v Paříži. Během studií ve Francii působil v roce 1939, ještě před vypuknutím války, jako spojka mezi československým exilem (Štefan Osuský) a představiteli nově vzniklého Slovenského státu. Slovenská vláda se pokoušela jeho prostřednictvím navázat i kontakt s francouzskou vládou. Tato možnost ale po vypuknutí války skončila. Staško se po vypuknutí války zapojil do československých jednotek ve Francii.
V parlamentních volbách v roce 1946 se stal členem Ústavodárného Národního shromáždění za Demokratickou stranu. Mandát ale nepřevzal, slib nesložil a na funkci rezignoval. Po roce 1945 byl totiž za svou aktivitu během války opakovaně vyšetřován československými úřady a po volbách v roce 1946 byl zpochybněn jeho poslanecký mandát.
6. listopadu 1947 byl zadržen a obviněn z toho, že dezertoval z československé exilové armády ve Francii v roce 1940. Staško se bránil tím, že k dezerci došlo již v době rozkladu francouzské armády po vojenském pádu Francie. 18. prosince 1947 československý parlament dodatečně souhlasil s jeho soudním stíháním. V tét době již byl několik týdnů ve vazbě. Šlo o součást kampaně slovenských komunistů na změnu silových poměrů pomocí diskreditace nekomunistických politiků.
Po únorovém převratu v roce 1948 a byl politicky pronásledovaný a odsouzený na šest a půl roku. Byl vězněn v Leopoldově. V roce 1961 emigroval do USA. Stal se ředitelem knihovny v New Yorku.